# Palazzo Sándor
Il Palazzo Sándor è situato a Budapest, in Ungheria. Dal 22 gennaio 2003 è la residenza ufficiale del Capo di stato ungherese.
La sua costruzione è stata iniziata nel 1803 ed è in stile neoclassico.